# بیلی ساندی
بیلی ساندی (انگلیسی: Billy Sunday؛ ‏ ۱۹ نوامبر ۱۸۶۲ – ۶ نوامبر ۱۹۳۵) بازیکن بیسبال و نویسنده اهل ایالات متحده آمریکا بود. او را یکی از تأثیرگذارترین مبشران مسیحیت انجیلی آمریکا در طول دو دهه نخست سدهٔ بیستم میلادی می‌دانند. وی یکی از حامیان دو آتشهٔ ممنوعیت الکل در ایالات متحده آمریکا بود و موعظه‌هایش احتمالاً سهم مهمی در تصویب متمم هجدهم قانون اساسی ایالات متحده آمریکا در سال ۱۹۱۹ داشت.
چابکی و سرعت بالای او باعث شد تا به مدت ۸ سال در لیگ برتر بیسبال آمریکا بازی کند، اما با گرویدن به مسیحیت انجیلی در دههٔ ۱۸۸۰ میلادی، این ورزش را کنار گذاشت تا به خدمت به مسیحیت روی آورد. او اندک اندک مهارت‌های خود را به عنوان سخنران و مبلغ بر کرسی‌های خطابه به ویژه در ایالت‌های غرب میانه آمریکا توسعه داد و سپس، در اوایل قرن بیستم، با موعظه‌های گفتاری و سخنرانی‌های شوریده خود به یکی از معروف‌ترین مبشران و موعظه‌گران مسیحی کشور تبدیل شد. ساندی یک بشارت‌دهندهٔ مسیحی محافظه‌کار بود که دکترین بنیادگرایی مسیحی را قبول داشت. او بی‌خطا بودن کتاب مقدس، تولد عیسی از باکره، آموزه کفاره جانشینی، رستاخیز جسمانی عیسی، وجود شیطان و دوزخ، و ظهور دوم قریب‌الوقوع عیسی مسیح را تأیید و موعظه می‌کرد. در آغاز قرن بیستم، اکثر اعضای کلیسای پروتستان، صرف نظر از فرقه‌های گوناگون آن، با این آموزه‌ها موافقت کردند. ساندی از برگزاری جلسات در شهرهایی که مورد استقبال اکثریت قریب به اتفاق کلیساهای پروتستان و روحانیون آنها نبود، خودداری کرد.
ساندی در تمام طول زندگی، یک جمهوری‌خواه ماند و از دیدگاه‌های سیاسی و اجتماعی اصلی غرب میانه خود حمایت می‌کرد: فردگرایی، رقابت، انضباط شخصی، و مخالفت با مقررات دولتی. نویسندگانی مانند سینکلر لوئیس، هنری ام تیکنر و جان رید ساندی را ابزاری برای سوداگری می‌دانستند و وی را مورد حمله و انتقاد قرار دادند و کارل سندبرگ شاعر آمریکایی او را «لاف‌زن» و «چرندگو و ریاکار» نامید. با این وجود، ساندی در برخی مسائل در کنار ترقی خواهان قرار گرفت. به عنوان مثال، او کار کردن کودکان را محکوم کرد و از اصلاحات اجتماعی و حق رأی زنان حمایت کرد. ساندی سرمایه‌دارانی را محکوم کرد که «زندگی شخصی‌شان خوب، اما زندگی اجتماعی‌شان بسیار بد است» و همچنین کسانی که «جیب یک شخص خاصی را نمی‌زنند» اما «بی‌تردید جیب هشتاد میلیون مردم را با رانت و انحصار یا مزیت تجاری خود خالی می‌کنند». با این حال، او مخالف اصلاح نژاد، مهاجرت ساکنان جنوب و شرق اروپا به آمریکا و آموزش فرگشت بود. او همچنین از سرگرمی‌های محبوب طبقه متوسط مانند رقص، ورق بازی، حضور در تئاتر، و خواندن رمان انتقاد کرد. با این حال، او معتقد بود که بیسبال یک نوع تفریح سالم و حتی میهن پرستانه است، به شرطی که بازی‌ها در روز یکشنبه‌ها انجام نشود.
علیرغم تردیدهایی در مورد منبع درآمد او، ساندی درگیر هیچ‌گونه رسوایی در طول فعالیت شخصی و حرفه‌ای خود نشد. او صمیمانه به همسرش - که کارزارهای او را نیز مدیریت می‌کرد - وفادار بود، اما سه پسرش او را ناامید کردند. سه پسر او در بسیاری از فعالیت‌هایی که او بر ضد آنها موعظه می‌کرد، شرکت داشتند و ساندی مجبور به پرداخت باج به چندین زن شد تا دربارهٔ رسوایی‌های پسران سکوت اختیار کنند. پسر بزرگش «جرج» که دچار ورشکستگی شده بود، علیرغم حمایت مالی والدین در سال ۱۹۳۳ خودکشی کرد. در طول دهه ۱۹۲۰، با افزایش سن او، کاهش محبوبیت امور مربوط به احیا و ترویج مذهب و افزایش روش‌های دیگر سرگرمی، مخاطبان او کمتر شد. با این وجود، ساندی تا زمان مرگش به تبلیغ و ترویج مسیحیت محافظه‌کار ادامه داد.
ساندی از حامیان پرشور جنگ جهانی اول بود. وی در سال ۱۹۱۸ او گفت: «به شما می‌گویم که [این جنگ] مقابلهٔ قیصر با وودرو است، آلمان علیه آمریکاست، جهنم در مقابل بهشت است.» او مقدار زیادی پول برای سربازان جمع‌آوری کرد، اوراق قرضه جنگی فروخت و برای جذب نیرو فعالیت نمود.
ساندی در حلقه نخبگان اجتماعی، اقتصادی و سیاسی مورد استقبال قرار داشت. نام چند تاجر برجسته در میان همسایگان و آشنایان او دیده می‌شود. ساندی با سیاستمداران متعددی از جمله رؤسای جمهور تئودور روزولت و وودرو ویلسون بر سر میز غذا نشست و هربرت هوور و جان دیویدسون راکفلر جونیور از دوستان او بودند.
نام او در تالار مشاهیر و موزه ملی بیسبال ثبت شده‌است.